# Svatý rok 1575
Jubilejní Svatý rok 1575 (10. řádné univerzální jubileum), který slavil papež Řehoř XIII. vynikl nad všemi Svatými roky šestnáctého století. Toto jubileum bylo počátkem nové epochy v dějinách církve, jak bylo při slavení Svatého roku 1550 možné stěží jen tušit. Jím jakoby začínala skutečná duchovní obnova církve, započatá Tridentským koncilem, ukončeným před více než deseti lety a prováděným papežem Piem V., který zemřel 1. května 1572.
Tento Svatý rok poskytl papeži příležitost zdůraznit obnovenou roli církve v moderním světě. Církevní model zbožného života spojoval službu Bohu s plněním povinností vlastního životního stavu a službou bližním. V tom roce zrušil rozpočet, který byl vyčleněn na masopustní oslavy, a peníze přesunul na zřízení nemocnice pro poutníky v péči Filipa Neriho. Celkový počet poutníků ve Svatém roce 1575 odhadovaly úřady na přibližně 400 tisíc lidí – což bylo významné číslo vzhledem k tomu, že město Řím mělo v té době jen asi 80 tisíc obyvatel.

## Průběh Svatého roku
Nástupcem Pia V. byl Řehoř XIII., který byl kdysi právním odborníkem tridentského sněmu a knězem se stal ve zralém věku. Patřil k těm papežům, kteří věřili v obnovu církve po Tridentském koncilu. Svatým rokem takřka začínal svůj pontifikát a jím chtěl přesvědčit zvláště dosud nedůvěřivé zaalpské katolíky, neustále ovlivňované reformační propagandou, že obnovu církve nejen bere vážně, ale že ji chce se vší energií provádět.

### Příprava
Papež Řehoř XIII. zahájil přípravu na Svatý rok 29. března 1574 v konzistoři, kde prohlásil, že chce Svatý rok slavit jako prosbu k Bohu za odvrácení tureckého nebezpečí, a proto jej chce po Velikonocích vyhlásit. Došlo k tomu bulou Dominus ac Redemptor vydanou 10. května 1574. Text byl zveřejněn na svátek Nanebevstoupení Páně 20. května 1574. Na čtvrtou neděli adventní 19. prosince 1574 bylo stanoveno otevření Svatých bran.
Zveřejnění bul Svatých roků se vždy konalo zvláštním způsobem. Už papež Alexandr VI. dal vyhlásit Svatý rok třikrát: poprvé 12. dubna 1498, na Zelený čtvrtek 28. března 1499 a 12. prosince 1499, na čtvrtou neděli adventní „před branou apoštolského paláce, kde dva papežští komoří četli bulu, jeden latinsky a druhý italsky“. V listopadu 1574 silně promluvil Řehoř XIII. kardinálům do duše a vyzval je k nápravě života a k vymýcení nezřízených žádostí a špatných návyků. Přitom poukazoval na smutnou situaci vzniklou v církvi protestantskou a reformní revoltou. Chtěl celému světu dokázat vlastním příkladem, že pominula doba Alexandra VI., Klementa VII. i Pavla III., a ukázat, že na místo zpohanštělého humanismu znovu nastupovala skutečná křesťanská víra a zbožnost. To pak dostatečně ukázal i Svatý rok.

### OtevřeníSvatého roku
K otevření Svatého roku 1575 si papež povolal z Milána světce kardinála Karla Boromejského, který měl v úmyslu vykonat si pouť až na podzim. Ten 10. září 1574 podle přání vysloveného papežem biskupům vysvětlil ve svém pastýřském listu svým věřícím význam Svatého roku a jak se naň duchovně připravit. V něm také zvoleného císaře Maxmiliána II. a jiná knížata, aby zajistili poutníkům bezpečnost na cestách a pomáhali potřebným dobročinností a almužnami. Kardinál Karel Boromejský necestoval v kočáře, ale po způsobu drobných šlechticů na koni, ač byl už churavý. Do Říma dojel tak, že ho nikdo neočekával, a ubytoval se hned v klášteře přísných kartuziánů.

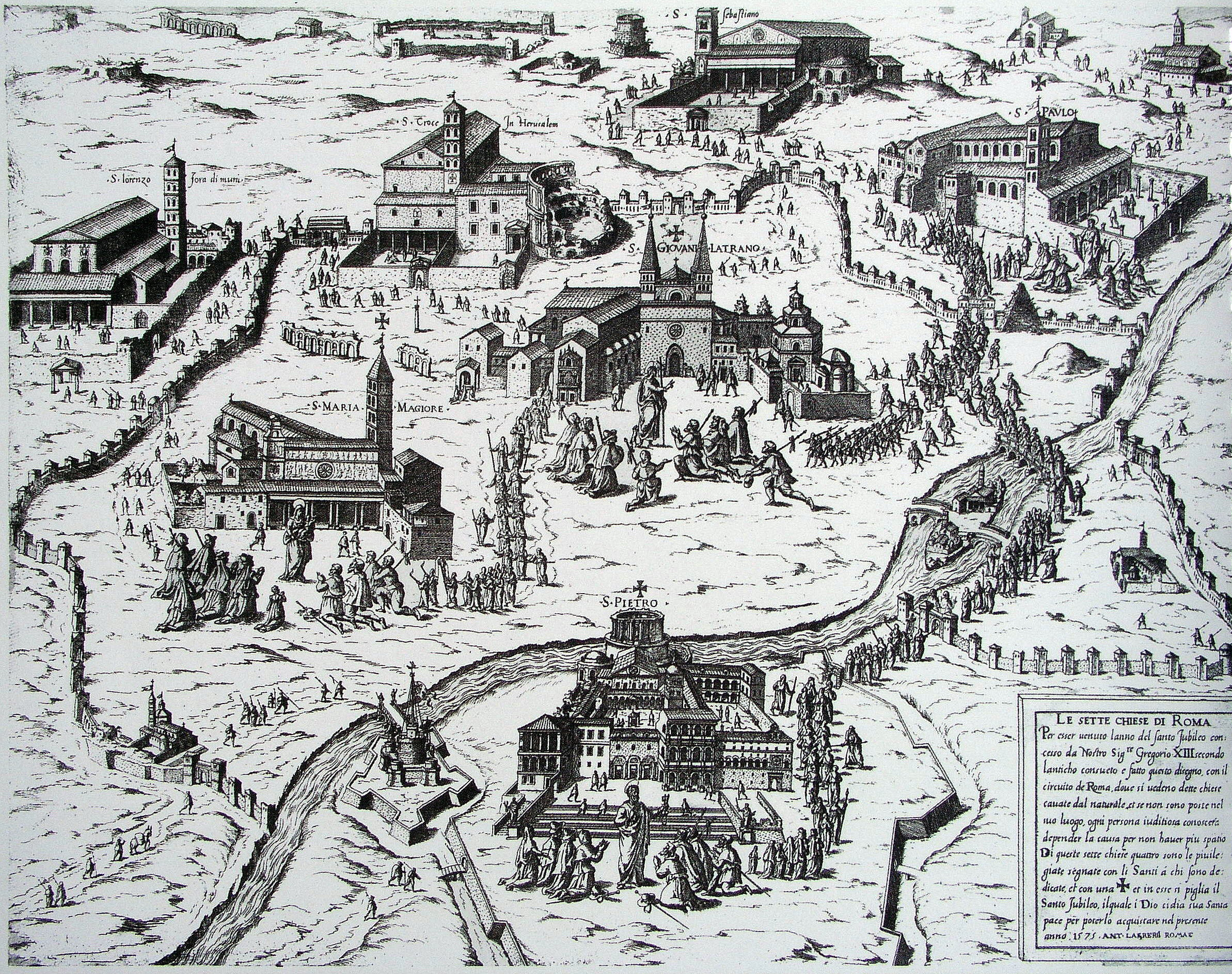
Sedm římských kostelů, mědirytina, ze „Speculum romanae magnificentiae“ (Antoine Lafréry, 1575)

Pouť svatého Karla Boromejského opisuje očitý svědek doktor Giovanni Pietro Giussani v knize Vita di san Carlo Borromeo takto: „Začal navštěvovat stanovené kostely vždy pěšky, někdy bos. Bral s sebou své průvodce a kráčeli po dvou velmi pokorně a usebraně celou cestu a nahlas nebo tiše se modlili. On sám byl tak spojen s Bohem, že se nedal ničím vyrušit. Když náhodou potkal preláty nebo knížata, nepřerušil modlitbu a jen smeknul, jak to například učinil vévodovi z Parmy Ottaviovi Farnese, který mu byl velmi oddán a byl dojat tímto příkladem. Řekl, že se tehdy naučil, jak navštěvovat sedm kostelů.“

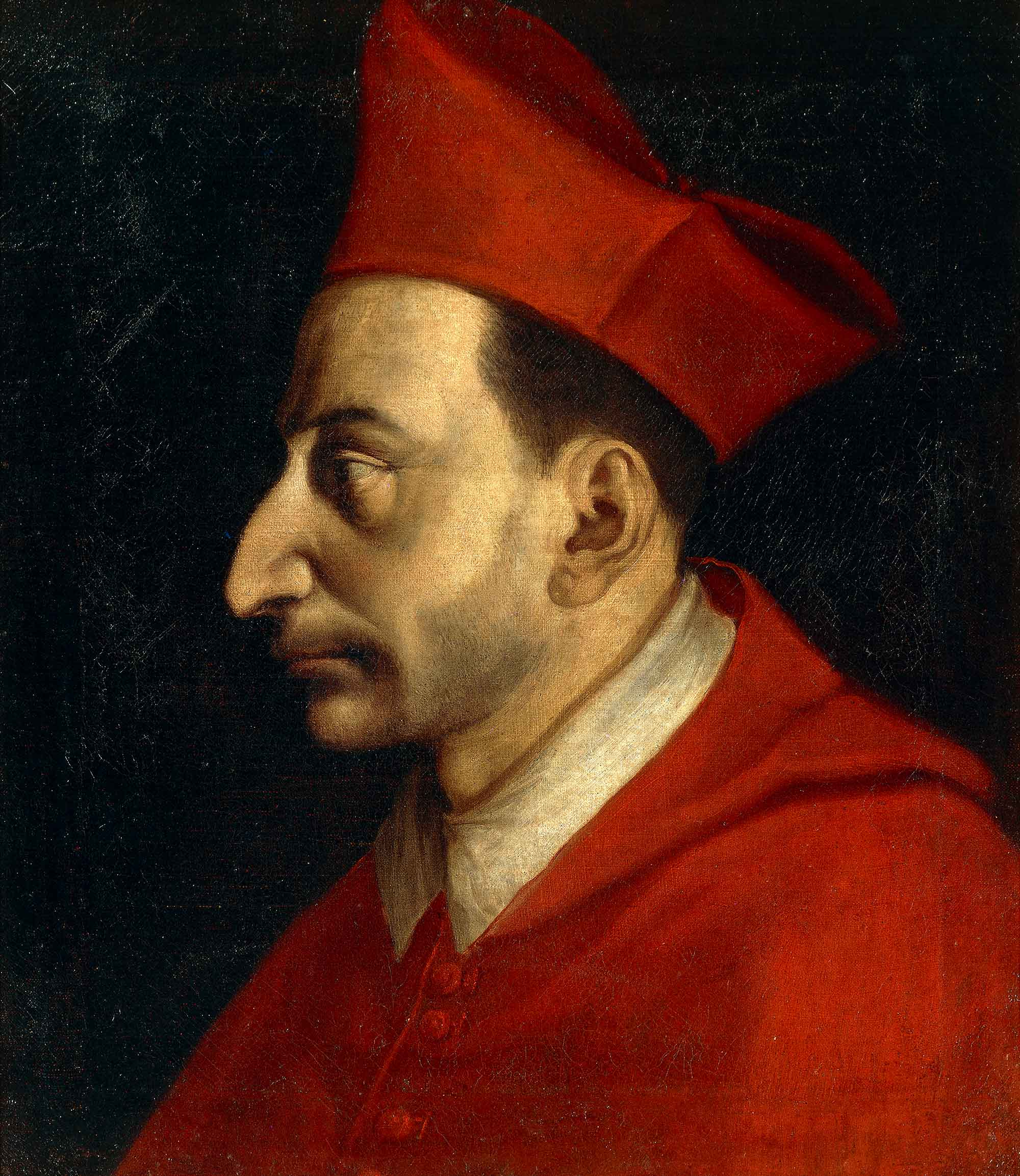
Sv. Karel Boromejský, který byl mezi poutníky Svatého roku 1575

Při otevírání Svaté brány na vánoční předvečer byl Karel Boromejský přítomen. Při papeži státl také bavorský kníže Arnošt a mladý pruský vévoda Karel Fridrich z Kleve, který brzy nato v Římě zemřel. Řehoř XIII. sám udal hluboce lidové zbožnosti duchovní tón zdůrazněním skutků křesťanské lásky. V konzitoři 27. března se ostře postavil proti soubojům, k nimž docházelo v Římě: „Pravil, že v městě zvláště během Svatého roku docházelo k soubojům, a že proto chce proti nim zakročit tresty obsaženými v bulách předchůdců a na koncilu Tridentském.“
Papež Řehoř XIII. naplánoval slavení jubilejního roku velmi pečlivě. Jednak diplomatickou činností zajistil mír. Generálním představeným řádů dal příkaz, aby do Říma povolali nejlepší kazatele. Zakázal také karneval, který se tehdy nehodil do kající nálady, jež v Římě zavládla. Stanovil nejvyšší dovolené ceny za ubytování a jídlo a poutníci nesměli být vypovídání z hospiců. Cesty spojující sedm bazilik dal upravit nebo vystavět, městské ulice dal vydláždit a po městě dal zřídit třicet nových fontánek, aby nechyběla čerstvá voda.

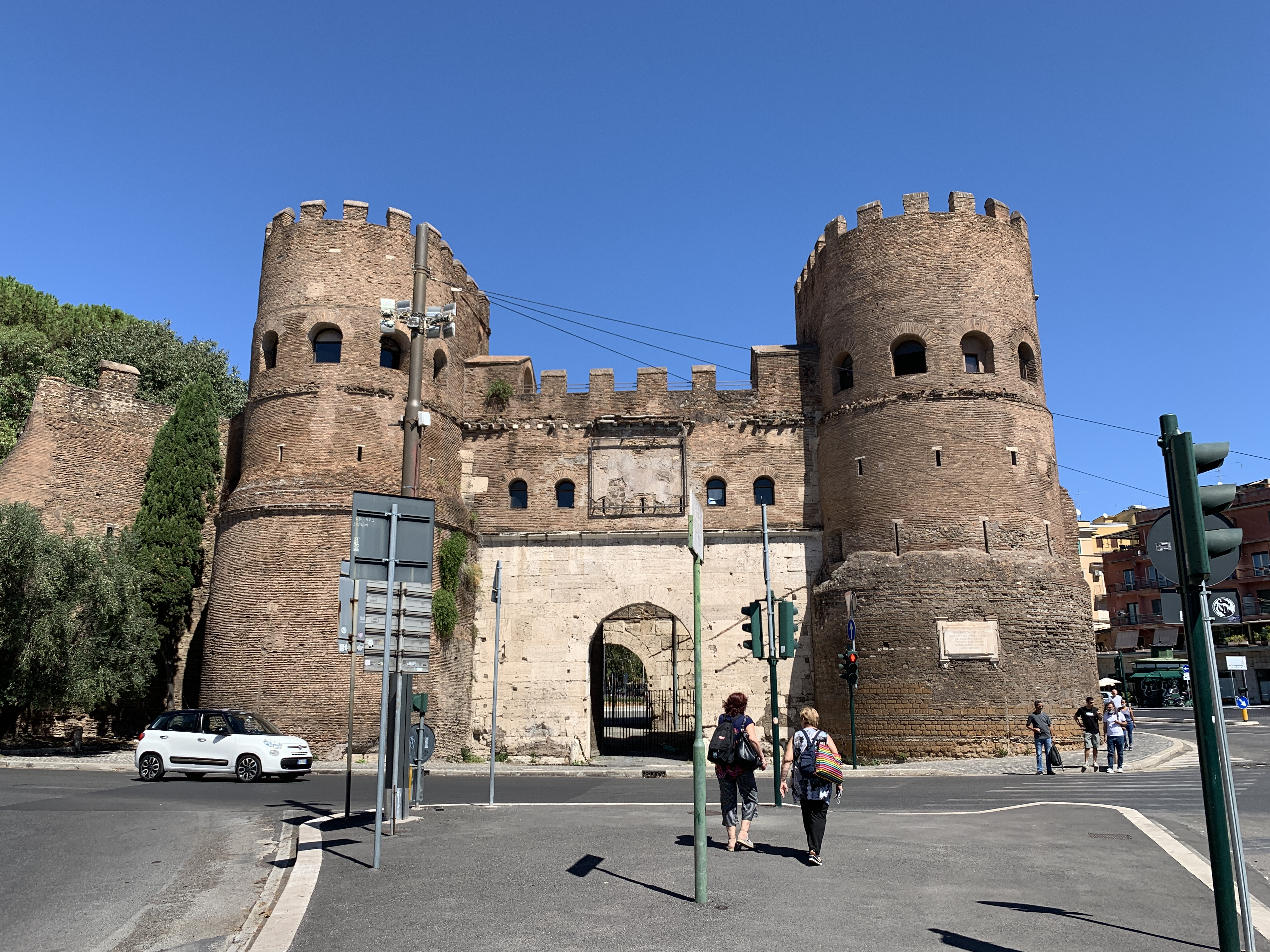
Porta San Paolo (lat. Porta Ostiensis, česky Ostijská brána) nacházející se na cestě k bazilice sv. Pavla z hradbami

### Papež šel příkladem
Neobvyklá podívaná se naskytla 3. ledna 1575 poutníkům, když se 75letý papež po třídenním postu zbožně vyzpovídal a po mši svaté si sám vykonal jubilejní pouť do čtyř bazilik. Vkleče se dlouho modlil před Svatými branami, pak v kaplích Nejsvětější Svátosti a před oltáři určenými k získání odpustků. Když dospěl k Ostijské bráně (Porta San Paolo) na cestě k bazilice sv. Pavla za hradbami, sestoupil z nosítek a spolu se zástupy poutníků šel asi dva kilometry pěšky do baziliky. Jeho příkladu pak následovalo mnoho kardinálů, biskupů a římských i cizích prelátů. Papež sám trávil mnoho času ve zpovědnici, kde zpovídal poutníky.
Během tohoto Svatého roku se poutě do Říma konaly organizovaně. Procesí odcházela s biskupy, nebo aspoň s jejich požehnáním hromadně z místních katedrál s kříži a korouhvemi. I mor, který řádil v římské okolí, se onen rok městu zcela vyhnul. Poutníků přišlo mnoho: z Arménie, z Arábie a ze Sýrie. Bratrstvo Nejsvětější Trojice pro pomoc poutníkům, založené během minulého Svatého roku sv. Filipem Nerim, dostávalo měsíčně od Karla Boromejského 25 skudů (scudo) a přispívali i jiní kardinálové. Mezi zářím 1574 a květnem 1575 dalo přístřeší a pohostilo 96 848 poutníků. Pod vedením sv. Filipa obsluhovali členové tehdy už velmi početného bratrstva poutníky, myli jim nohy a obsluhovali při stole. Bylo mezi nimi mnoho mladých římských kavalírů a šlechtičen. Papež v konzistoři 5. prosince 1575 pak doporučil kardinálům dílo konané Bratrstvem Nejsvětější Trojice a vyzval je, aby jeho činnost svými almužnami podpořili.
Velmi pestře se uplatnil během jubilejního roku i folklór. Poutníci procházeli městem v procesí a stavěli na odiv typické obleky míst jejich původu. Jedno zbožné bratrstvo z nedalekého Velletri postavilo do čela průvodu kříže doprovázené malý dětmi oblečenými za andílky, jež následovaly skupiny kajícníků oděných černě, zeleně, rudě, fialově, s mnoha zbožnými obrazy a kříži. Úřední osoby nesly odznaky svého úřadu, žezla a hole a množství žen doprovázelo 50 význačných osobností oděných do kajícího roucha. Ty všechny, stejně jako ostatní skupiny poutníků přijal papež a udělil jim své otcovské požehnání.

## ZakončeníSvatého roku
Když ve vánoční ráno papež Řehoř XIII. uzavíral Svatou bránu v dosud staré předsíni Konstantinovy baziliky sv. Petra, nad níž se rýsovaly grandiózní zdi dosud nedokončené Michelangelovy kupole, lid shromážděný na náměstí vítal papeže nadšeným voláním: „Ať žije papež Řehoř!“ Vyjadřoval tak svou radost nad tak šťastným průběhem Svatého roku, který zahájil duchovní obnovu v církvi, už po půl století úmyslně špiněné pomluvami těch, kteří se cítili povoláni ji napravit, takže poprvé po mnoha letech věřící pociťovali, podle svého vnímání, radost a vděčnost nad tím, že jsou katolíci.